# 龙江 (柳江)
龙江，位于中华人民共和国贵州省南部和广西壮族自治区北部，是柳江右岸支流，发源于贵州省三都水族自治县，在广西壮族自治区柳城县汇入柳江。干流长367千米，流域面积16878平方千米，为柳江最大的支流。

## 干流概况
龙江发源于贵州省黔南布依族苗族自治州三都水族自治县西南，恒丰乡扁豆（原属于廷牌镇），先向西流经夭扁水库后转北流，至廷牌镇拉外村转向南，过芒勇水库至恒丰乡板孔村进入荔波县。龙江干流在荔波县境内称甲站河或方村河，经方村乡和大七孔景区，至瑶山瑶族乡海利左纳樟江后称打狗河，过小七孔景区进入广西壮族自治区南丹县8.5千米折向东，复入贵州荔波县，至捞村乡转东南流，再入广西。干流沿着广西南丹县与环江毛南族自治县下行26千米，入河池市金城江区后又称金城江，至拔贡镇拉电村转东流，经河池市区，至东江镇福来村左纳大环江后始称“龙江”。龙江干流自河池市东江镇转东南流，进入宜州市境，经拉浪水库、怀远镇、宜州市驻地庆远镇，流入洛东水库，出库后沿着宜州市与柳城县边界向东流，进入柳城县境，至凤山镇南丹村汇入柳江。干流全长367千米。

## 流域概况
龙江流域地处云贵高原向桂南、桂中丘陵平原、低山盆地过渡地带，地势西北高，东南低。流域内地形复杂，山岭绵亘，岩溶广布，以峰林谷地为主。流域内河网密度0.17千米每平方千米。广西境内有地下河78条，地下河补给面积共4825平方千米。

## 污染
河流水质一般达到Ⅱ～Ⅲ类，但下游部分河段今年因受矿产开发的影响，个别年份劣于Ⅴ类。2012年，发生了龙江镉污染事件。